# Municipio de Haljala
El municipio de Haljala (estonio: Haljala vald) es un municipio estonio perteneciente al condado de Lääne-Viru.

## Localidades
- Aaspere
- Aasu
- Aasumetsa
- Aaviku
- Adaka
- Altja
- Andi
- Annikvere
- Auküla
- Eisma
- Eru
- Essu
- Haili
- Haljala
- Idavere
- Ilumäe
- Joandu
- Kakuvälja
- Kandle
- Karepa
- Kärmu
- Karula
- Käsmu
- Kavastu
- Kisuvere
- Kiva
- Kõldu
- Koljaku
- Koolimäe
- Korjuse
- Kosta
- Lahe
- Lauli
- Lihulõpe
- Liiguste
- Lobi
- Metsanurga
- Metsiku
- Muike
- Mustoja
- Natturi
- Noonu
- Oandu
- Paasi
- Pajuveski
- Palmse
- Pedassaare
- Pehka
- Pihlaspea
- Põdruse
- Rutja
- Sagadi
- Sakussaare
- Salatse
- Sauste
- Tatruse
- Tepelvälja
- Tidriku
- Tiigi
- Toolse
- Tõugu
- Uusküla
- Vainupea
- Vanamõisa
- Varangu
- Vatku
- Vergi
- Vihula
- Vila
- Villandi
- Võhma
- Võle
- Võsu
- Võsupere[1]